# DN15D
De DN15D (Drum Național 15DC of Nationale weg 15D) is een weg in Roemenië. Hij loopt van Piatra Neamț via Girov en Roman naar Vaslui. De weg is 130 kilometer lang. 

## Europese wegen
De volgende Europese weg loopt met de DN1G mee:
- Horia - Roman (dubbelnummering met DN2)